# Romiguières
Romiguières (en occitan Romiguièiras) est une commune française située dans le nord du département de l'Hérault, en région Occitanie.
Exposée à un climat méditerranéen, elle est drainée par l'Orb, la Lergue et par deux autres cours d'eau. Incluse dans le parc naturel régional du Haut-Languedoc, la commune possède un patrimoine naturel remarquable : un site Natura 2000 (le « causse du Larzac ») et quatre zones naturelles d'intérêt écologique, faunistique et floristique.
Romiguières est une commune rurale qui compte 23 habitants en 2022, après avoir connu un pic de population de 88 habitants en 1841. Elle fait partie de l'aire d'attraction de Lodève.

## Géographie

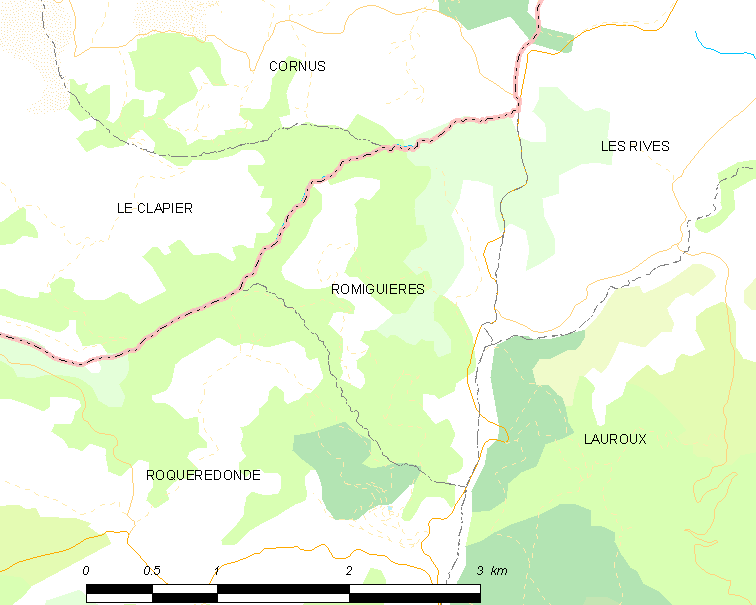
Carte

Avec seulement 23 habitants permanents, Romiguières est la commune la moins peuplée de l'Hérault.

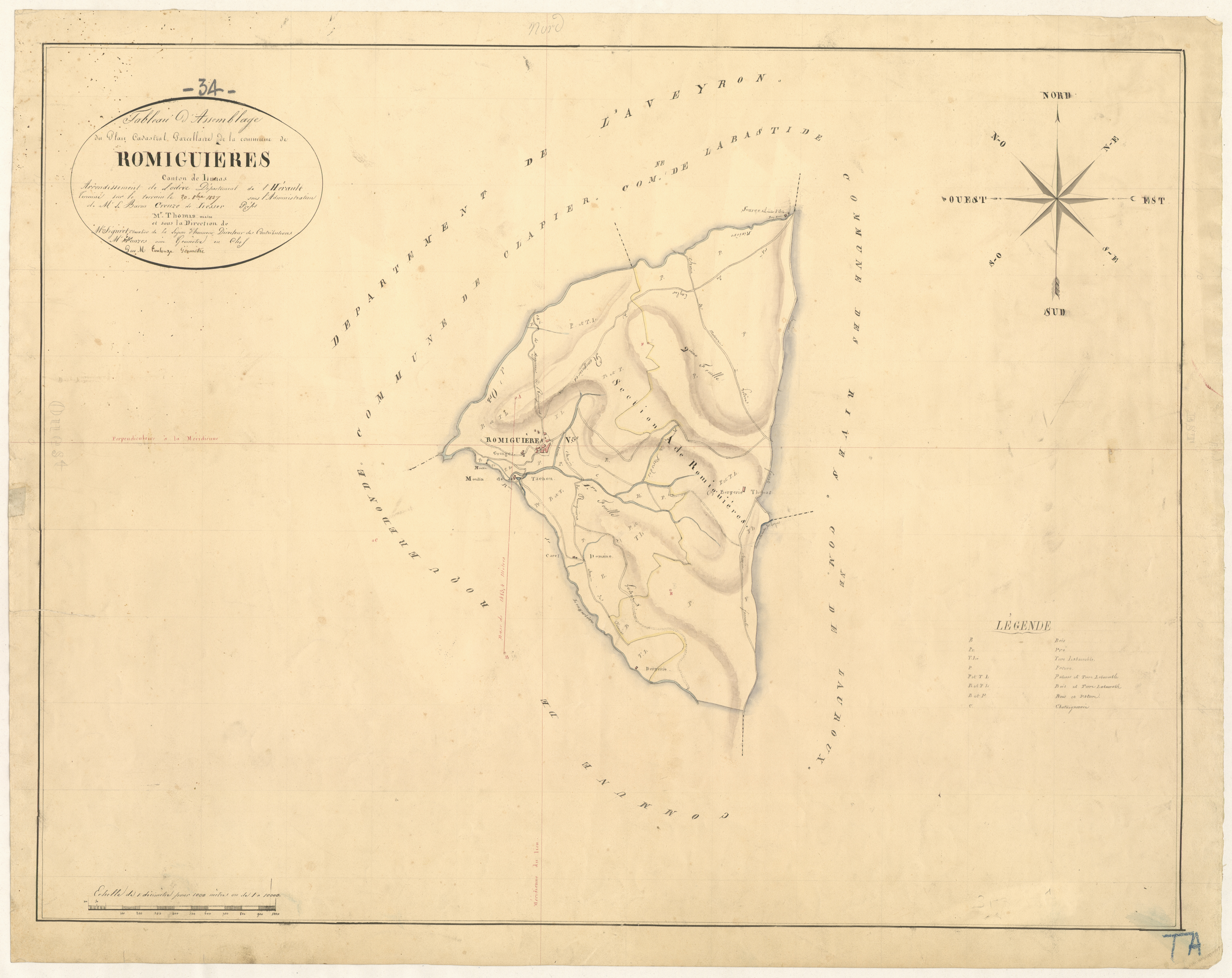
Cadastre napoléonien : tableau d'assemblage (1827).

### Communes limitrophes
|                      | Cornus (Aveyron) |           |
| Le Clapier (Aveyron) | Romiguières      | Les Rives |
| Roqueredonde         |                  | Lauroux   |

### Climat
Pour des articles plus généraux, voir Climat de l'Occitanie et Climat de l'Hérault.
En 2010, le climat de la commune est de type climat des marges montargnardes, selon une étude s'appuyant sur une série de données couvrant la période 1971-2000. En 2020, Météo-France publie une typologie des climats de la France métropolitaine dans laquelle la commune est exposée à un climat méditerranéen et est dans une zone de transition entre les régions climatiques « Provence, Languedoc-Roussillon » et « Sud-est du Massif Central »0.
Pour la période 1971-2000, la température annuelle moyenne est de 10,2 °C, avec une amplitude thermique annuelle de 15,4 °C. Le cumul annuel moyen de précipitations est de 1 281 mm, avec 10,3 jours de précipitations en janvier et 4,2 jours en juillet. Pour la période 1991-2020, la température moyenne annuelle observée sur la station météorologique la plus proche, située sur la commune des Plans à 8 km à vol d'oiseau, est de 10,4 °C et le cumul annuel moyen de précipitations est de 1 540,9 mm,. Pour l'avenir, les paramètres climatiques de la commune estimés pour 2050 selon différents scénarios d’émission de gaz à effet de serre sont consultables sur un site dédié publié par Météo-France en novembre 2022.

### Milieux naturels et biodiversité

#### Espaces protégés
La protection réglementaire est le mode d’intervention le plus fort pour préserver des espaces naturels remarquables et leur biodiversité associée,.
Un  espace protégé est présent sur la commune : 
le parc naturel régional du Haut-Languedoc, créé en 1973 et d'une superficie de 307 184 ha, qui s'étend sur 118 communes et deux départements. Implanté de part et d’autre de la ligne de partage des eaux entre Océan Atlantique et mer Méditerranée, ce territoire est un véritable balcon dominant les plaines viticoles du Languedoc et les étendues céréalières du Lauragais,.

#### Réseau Natura 2000

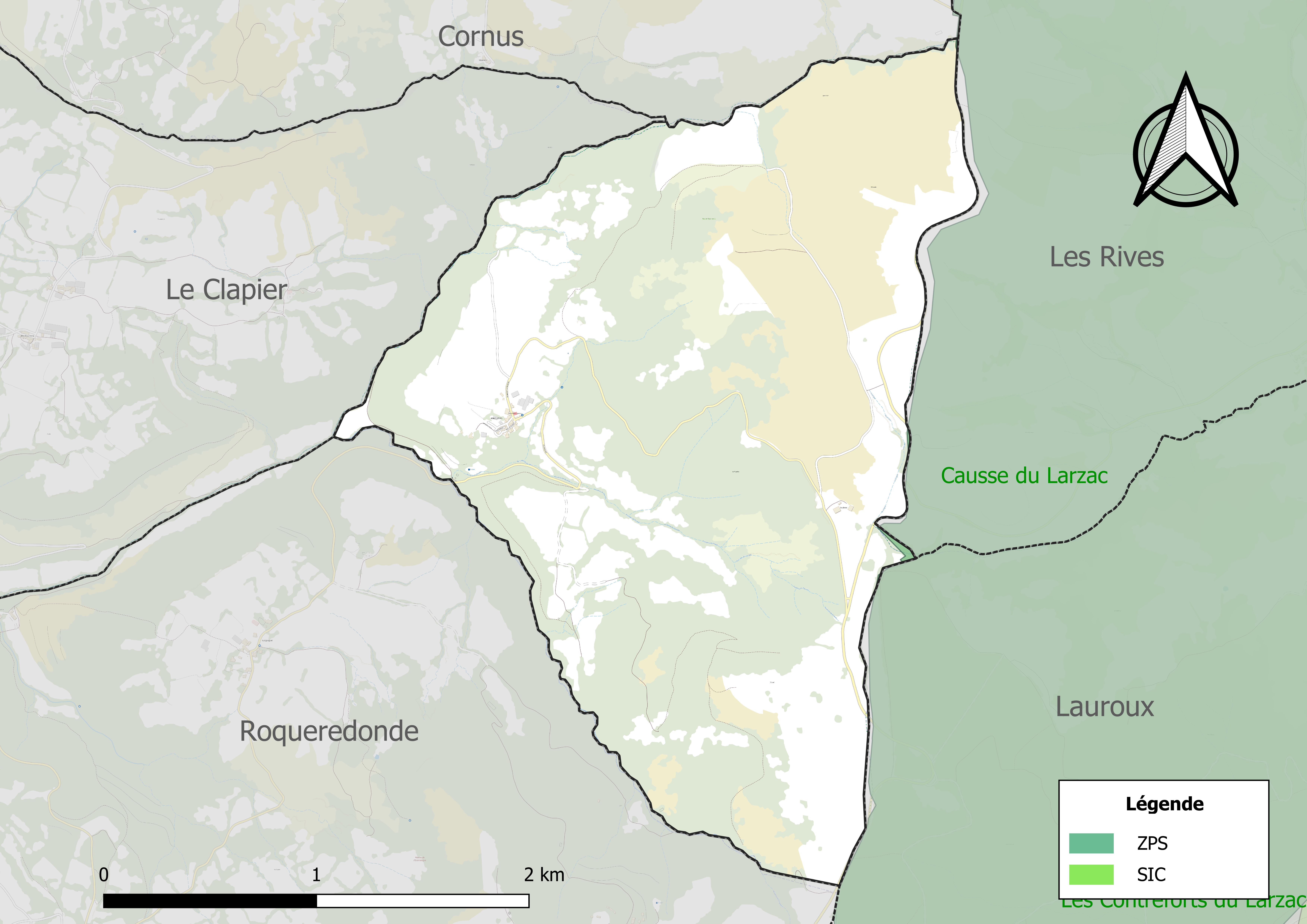
Sites Natura 2000 sur le territoire communal.

Le réseau Natura 2000 est un réseau écologique européen de sites naturels d'intérêt écologique élaboré à partir des directives habitats et oiseaux, constitué de zones spéciales de conservation (ZSC) et de zones de protection spéciale (ZPS).
Un site Natura 2000 a été défini sur la commune au titre  de la directive oiseaux : le « causse du Larzac », d'une superficie de 29 556 ha. Il fait partie des causses méridionaux, un ensemble régional original unique en Europe. Il est le plus grand ensemble de formations herbeuses sèches semi-naturelles en France et abrite un grand nombre d’espèces endémiques.

#### Zones naturelles d'intérêt écologique, faunistique et floristique
L’inventaire des zones naturelles d'intérêt écologique, faunistique et floristique (ZNIEFF) a pour objectif de réaliser une couverture des zones les plus intéressantes sur le plan écologique, essentiellement dans la perspective d’améliorer la connaissance du patrimoine naturel national et de fournir aux différents décideurs un outil d’aide à la prise en compte de l’environnement dans l’aménagement du territoire.
Deux ZNIEFF de type 1 sont recensées sur la commune :
les « pelouses et prairies de la hautes vallée de la Lergue aux Sièges » (411 ha), couvrant 3 communes du département et 
le « plateau de Guilhaumard et corniches sud » (4 068 ha), couvrant 5 communes dont trois dans l'Aveyron et deux dans l'Hérault
et deux ZNIEFF de type 2, : 
- le « causse du Larzac » (50 424 ha), couvrant 23 communes dont 21 dans l'Aveyron et deux dans l'Hérault[18] ;
- le « massif de l'Escandorgue » (7 245 ha), couvrant 7 communes du département[19].

Carte des ZNIEFF de type 1 et 2 à Romiguières.
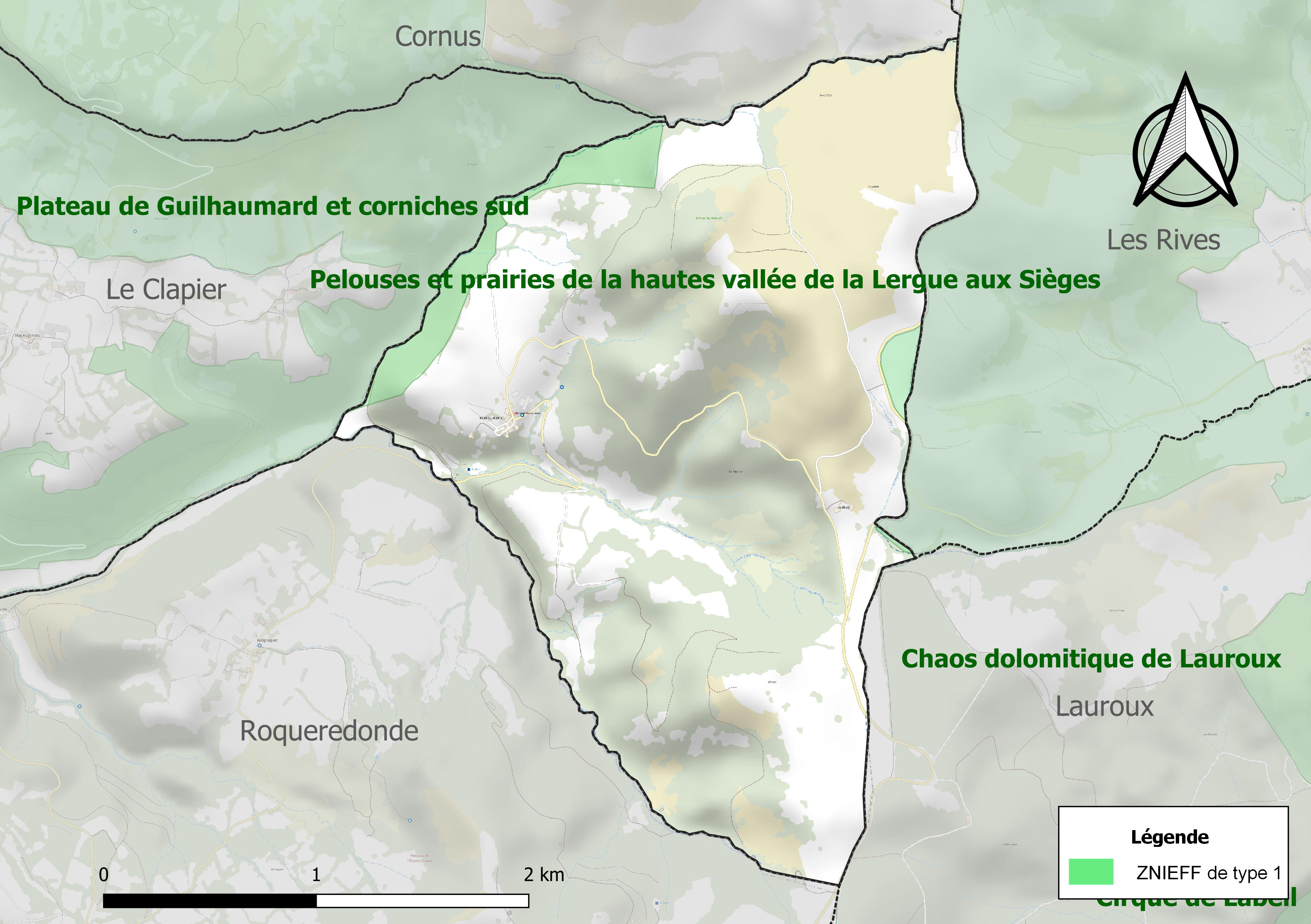
Carte des ZNIEFF de type 1 sur la commune.
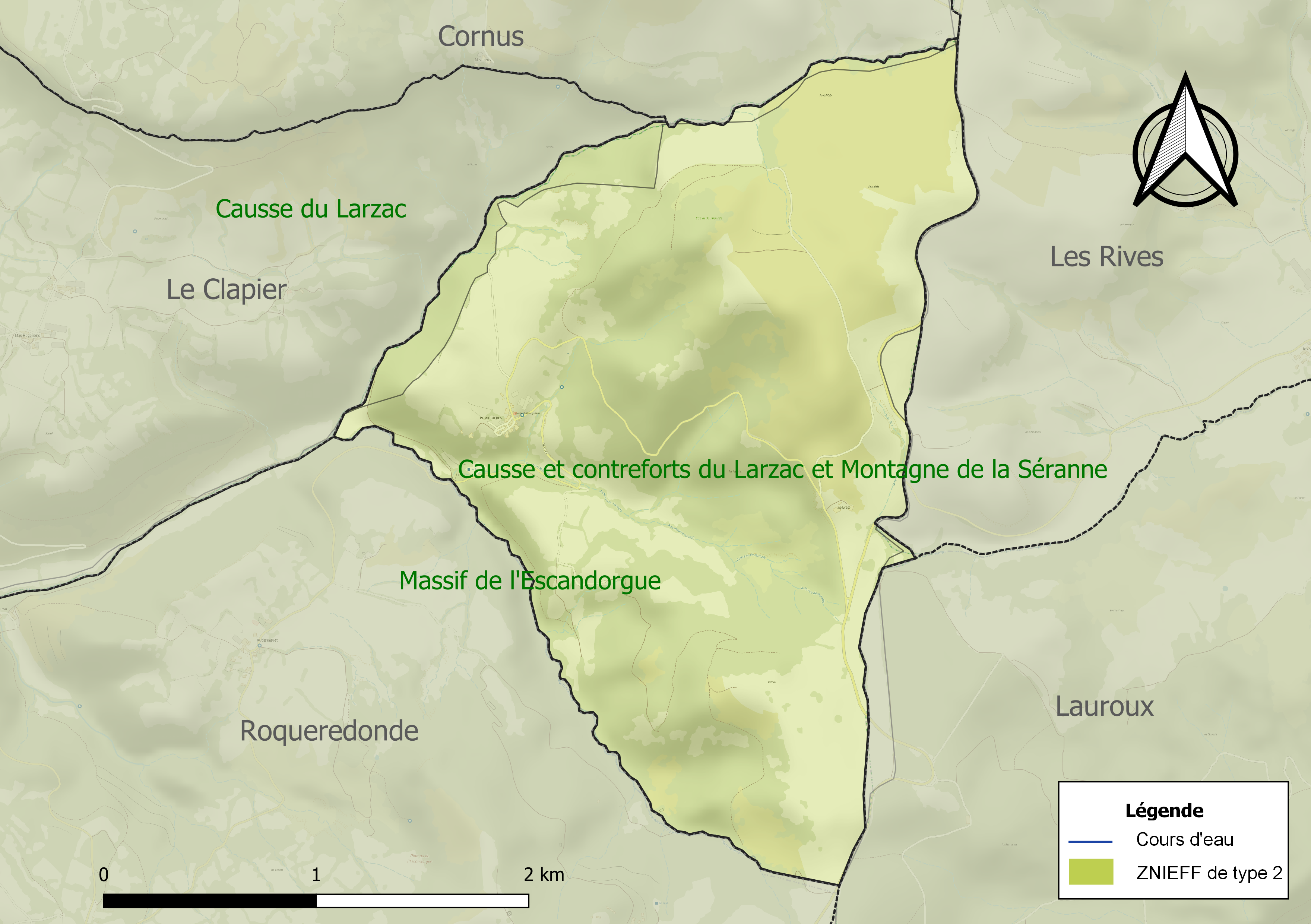
Carte des ZNIEFF de type 2 sur la commune.

## Urbanisme

### Typologie
Au 1er janvier 2024, Romiguières est catégorisée commune rurale à habitat très dispersé, selon la nouvelle grille communale de densité à sept niveaux définie par l'Insee en 2022.
Elle est située hors unité urbaine. Par ailleurs la commune fait partie de l'aire d'attraction de Lodève, dont elle est une commune de la couronne,. Cette aire, qui regroupe 19 communes, est catégorisée dans les aires de moins de 50 000 habitants,.

### Occupation des sols
L'occupation des sols de la commune, telle qu'elle ressort de la base de données européenne d’occupation biophysique des sols Corine Land Cover (CLC), est marquée par l'importance des forêts et milieux semi-naturels (66,7 % en 2018), une proportion identique à celle de 1990 (66,7 %). La répartition détaillée en 2018 est la suivante : 
forêts (44,6 %), milieux à végétation arbustive et/ou herbacée (22,1 %), prairies (18,6 %), zones agricoles hétérogènes (14,6 %). L'évolution de l’occupation des sols de la commune et de ses infrastructures peut être observée sur les différentes représentations cartographiques du territoire : la carte de Cassini (XVIIIe siècle), la carte d'état-major (1820-1866) et les cartes ou photos aériennes de l'IGN pour la période actuelle (1950 à aujourd'hui).

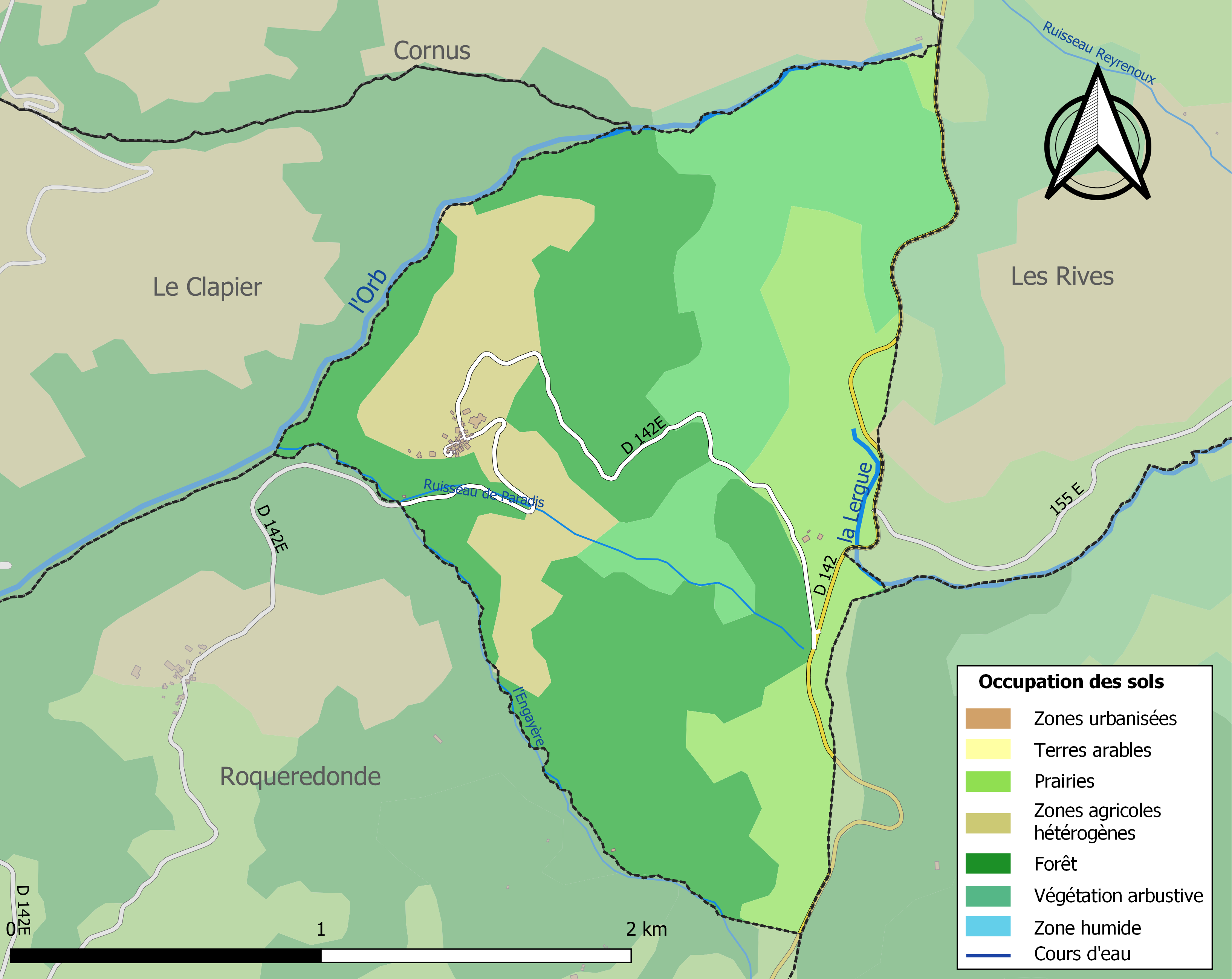
Carte des infrastructures et de l'occupation des sols de la commune en 2018 (CLC).

### Risques majeurs
Le territoire de la commune de Romiguières est vulnérable à différents aléas naturels : météorologiques (tempête, orage, neige, grand froid, canicule ou sécheresse) et séisme (sismicité très faible). Un site publié par le BRGM permet d'évaluer simplement et rapidement les risques d'un bien localisé soit par son adresse soit par le numéro de sa parcelle.
Romiguières est exposée au risque de feu de forêt du fait de la présence sur son territoire. Un plan départemental de protection des forêts contre les incendies (PDPFCI) a été approuvé en juin 2013 et court jusqu'en 2022, où il doit être renouvelé. Les mesures individuelles de prévention contre les incendies sont précisées par deux arrêtés préfectoraux et s’appliquent dans les zones exposées aux incendies de forêt et à moins de 200 mètres de celles-ci. L’arrêté du 25 avril 2002 réglemente l'emploi du feu en interdisant notamment d’apporter du feu, de fumer et de jeter des mégots de cigarette dans les espaces sensibles et sur les voies qui les traversent sous peine de sanctions. L'arrêté du 11 mars 2013 rend le débroussaillement obligatoire, incombant au propriétaire ou ayant droit,.

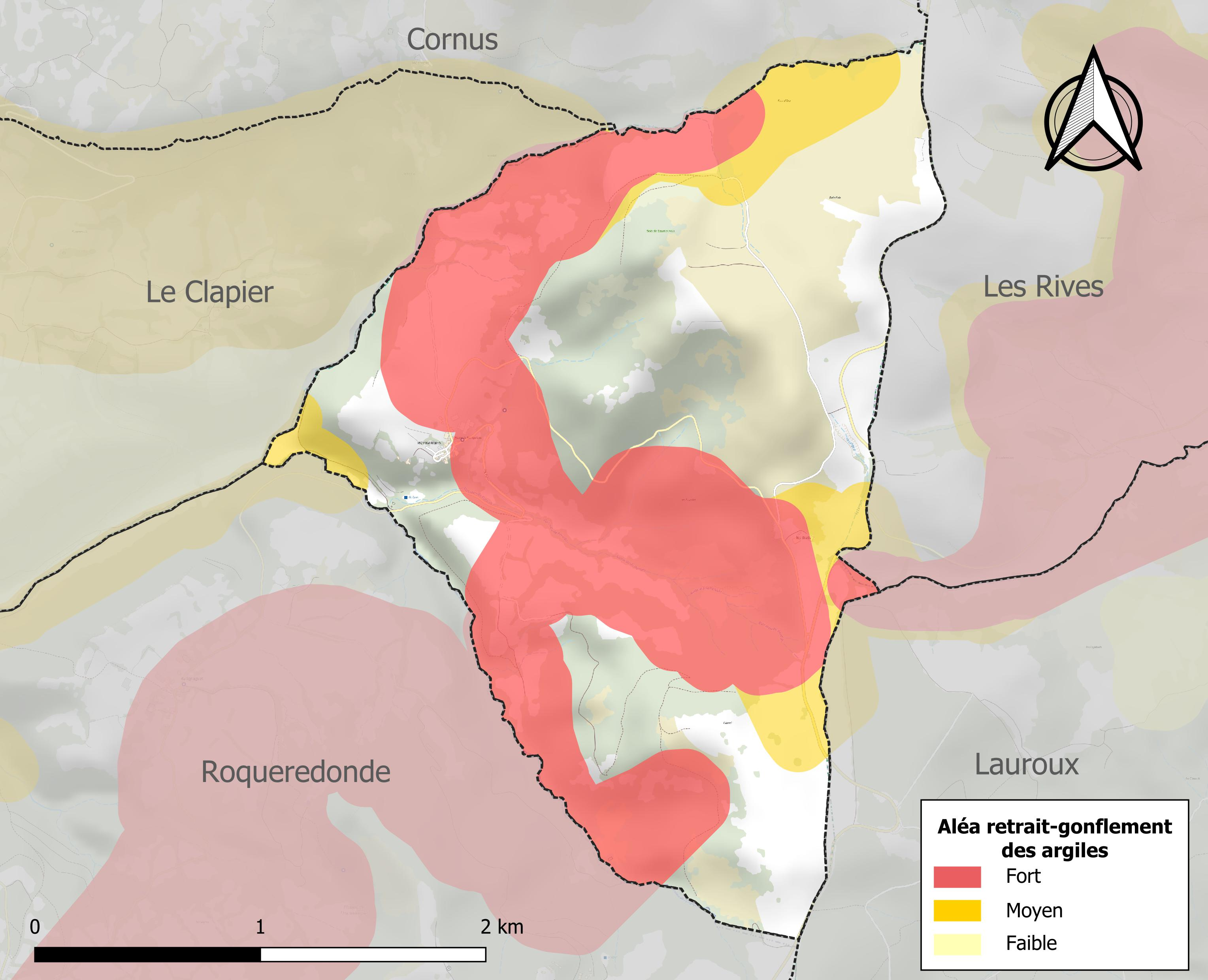
Carte des zones d'aléa retrait-gonflement des sols argileux de Romiguières.

Le retrait-gonflement des sols argileux est susceptible d'engendrer des dommages importants aux bâtiments en cas d’alternance de périodes de sécheresse et de pluie. 51,4 % de la superficie communale est en aléa moyen ou fort (59,3 % au niveau départemental et 48,5 % au niveau national). Sur les 23 bâtiments dénombrés sur la commune en 2019, 8 sont en aléa moyen ou fort, soit 35 %, à comparer aux 85 % au niveau départemental et 54 % au niveau national. Une cartographie de l'exposition du territoire national au retrait gonflement des sols argileux est disponible sur le site du BRGM,.
Par ailleurs, afin de mieux appréhender le risque d’affaissement de terrain, l'inventaire national des cavités souterraines permet de localiser celles situées sur la commune.
La commune a été reconnue en état de catastrophe naturelle au titre des dommages causés par les inondations et coulées de boue survenues en 1982 et 2014. 

## Politique et administration
| Période   | Période   | Identité             | Étiquette | Qualité                                                         |
| --------- | --------- | -------------------- | --------- | --------------------------------------------------------------- |
| ?         | ?         | Jean-François Thomas |           |                                                                 |
| 1840      | 1846      | Louis Thomas         |           |                                                                 |
| 1846      | 1855      | Fulcrand Crouzet     |           |                                                                 |
| 1855      | 1860      | Jean Bessière        |           |                                                                 |
| 1860      | 1881      | Baptiste Crouzet     |           |                                                                 |
| 1881      | 1884      | Pascal Hugounenq     |           |                                                                 |
| 1884      | 1910      | Honoré Pourcel       |           |                                                                 |
| 1910      | 1919      | Théophile Olivier    |           | Mobilisé pendant la guerre, il est remplacé par François Aussel |
| 1919      | 1925      | Thomas Pourcel       |           |                                                                 |
| 1925      | 1945      | Félix Cristol        |           |                                                                 |
| 1945      | 1959      | Paul Cristol         |           |                                                                 |
| 1959      | 1965      | Joseph Sauvagnac     |           |                                                                 |
| 1965      | 1987      | Jean Conneau         |           |                                                                 |
| 1987      | 1989      | Bertrand Conneau     |           |                                                                 |
| 1989      | mars 2001 | Julienne Cristol     |           |                                                                 |
| mars 2001 | mars 2008 | Coline Conneau       |           |                                                                 |
| mars 2008 | En cours  | Valérie Rouveirol    | SE        |                                                                 |

## Démographie
L'évolution du nombre d'habitants est connue à travers les recensements de la population effectués dans la commune depuis 1793. Pour les communes de moins de 10 000 habitants, une enquête de recensement portant sur toute la population est réalisée tous les cinq ans, les populations de référence des années intermédiaires étant quant à elles estimées par interpolation ou extrapolation. Pour la commune, le premier recensement exhaustif entrant dans le cadre du nouveau dispositif a été réalisé en 2008.

En 2022, la commune comptait 23 habitants, en évolution de −8 % par rapport à 2016 (Hérault : +7,49 %, France hors Mayotte : +2,11 %).
| 1793 | 1800 | 1806 | 1821 | 1831 | 1836 | 1841 | 1846 | 1851 |
| ---- | ---- | ---- | ---- | ---- | ---- | ---- | ---- | ---- |
| 71   | 52   | 56   | 62   | 77   | 79   | 88   | 82   | 87   |

| 1856 | 1861 | 1866 | 1872 | 1876 | 1881 | 1886 | 1891 | 1896 |
| ---- | ---- | ---- | ---- | ---- | ---- | ---- | ---- | ---- |
| 86   | 82   | 68   | 67   | 59   | 58   | 66   | 63   | 51   |

| 1901 | 1906 | 1911 | 1921 | 1926 | 1931 | 1936 | 1946 | 1954 |
| ---- | ---- | ---- | ---- | ---- | ---- | ---- | ---- | ---- |
| 38   | 40   | 32   | 23   | 36   | 32   | 32   | 25   | 21   |

| 1962 | 1968 | 1975 | 1982 | 1990 | 1999 | 2006 | 2008 | 2013 |
| ---- | ---- | ---- | ---- | ---- | ---- | ---- | ---- | ---- |
| 19   | 14   | 11   | 9    | 16   | 15   | 21   | 23   | 23   |

| 2018 | 2022 | - | - | - | - | - | - | - |
| ---- | ---- | - | - | - | - | - | - | - |
| 21   | 23   | - | - | - | - | - | - | - |

## Économie

### Emploi
|                | 2008   | 2013   | 2018   |
| -------------- | ------ | ------ | ------ |
| Commune        | 0 %    | 23,1 % | 41,7 % |
| Département    | 10,1 % | 11,9 % | 12 %   |
| France entière | 8,3 %  | 10 %   | 10 %   |

En 2018, la population âgée de 15 à 64 ans s'élève à 12 personnes, parmi lesquelles on compte 83,3 % d'actifs (41,7 % ayant un emploi et 41,7 % de chômeurs) et 16,7 % d'inactifs,. En  2018, le taux de chômage communal (au sens du recensement) des 15-64 ans est supérieur à celui du département et de la France, alors qu'en 2008 la situation était inverse.
La commune fait partie de la couronne de l'aire d'attraction de Lodève, du fait qu'au moins 15 % des actifs travaillent dans le pôle,. Elle compte 3 emplois en 2018, contre 6 en 2013 et 6 en 2008. Le nombre d'actifs ayant un emploi résidant dans la commune est de 6, soit un indicateur de concentration d'emploi de 50 % et un taux d'activité parmi les 15 ans ou plus de 57,9 %.
Sur ces 6 actifs de 15 ans ou plus ayant un emploi, 3 travaillent dans la commune, soit 50 % des habitants. Pour se rendre au travail, 66,7 % des habitants utilisent un véhicule personnel ou de fonction à quatre roues et 33,3 % n'ont pas besoin de transport (travail au domicile).

### Activités hors agriculture
Deux établissements seulement relevant d’une activité hors champ de l’agriculture sont implantés  à Romiguières au 31 décembre 2019.

### Agriculture
|               | 1988 | 2000 | 2010 | 2020 |
| ------------- | ---- | ---- | ---- | ---- |
| Exploitations | 1    | 2    | 2    | 1    |
| SAU (ha)      | 35   | 144  | 396  | 283  |

La commune est dans le Causses du Larzac, une petite région agricole occupant  une partie du nord du département de l'Hérault. En 2020, l'orientation technico-économique de l'agriculture  sur la commune est l'élevage de bovins, pour la viande. Une seule  exploitation agricole ayant son siège dans la commune est recensée lors du recensement agricole de 2020 (un en 1988). La superficie agricole utilisée est de 283 ha,,.

## Culture locale et patrimoine

### Héraldique
|  | Les armoiries de Romiguières se blasonnent ainsi : De vair, au pairle losangé d'argent et de gueules. |

### Fonds d'archives
- Fonds : Archives communales de Romiguières (1810-1829) [ml].  Cote : 231 EDT. Montpellier : Archives départementales de l'Hérault (présentation en ligne).